# Dove si vola (singel)
Dove si vola – debiutancki singiel włoskiego piosenkarza Marco Mengoniego napisany przez Bungaro i Saverio Grandiego oraz wydany w grudniu 2009 roku na debiutanckim minialbumie artysty o tym samym tytule.
Utwór zadebiutował na pierwszym miejscu włoskiej listy przebojów.
Mengoni zaprezentował singiel premierowo 27 listopada 2009 roku w półfinale trzeciej edycji włoskiej wersji formatu X-Factor, którą ostatecznie wygrał tydzień później. 
Jak zdradził mentor Mengoniego z programu, Marco „Morgan” Castoldi, piosenka była pierwotnie napisana dla innej uczestniczki talent show Chiary Ranieri, jednak z powodu jej szybkiego opuszczenia programu utwór został nagrany przez Mengoniego.

## Lista utworów
Digital download
1. „Dove si vola” – 3:58

## Notowania i certyfikaty
| Kraj   | Lista (2009)  | Najwyższe miejsce |
| ------ | ------------- | ----------------- |
| Włochy | Album Top 100 | 1                 |

| Kraj   | Rok  | Najwyższe miejsce |
| ------ | ---- | ----------------- |
| Włochy | 2009 | 62                |